# Гней Корнелій Косс
Гней Корнелій Косс (лат. Gnaeus Cornelius Cossus; ? — після 409 до н. е.) — політичний, державний і військовий діяч ранньої Римської республіки, консул 409 року до н. е., військовим трибуном з консульською владою (консулярний трибун) 414 року до н. е.

## Життєпис
Походив з патриціанського роду Корнеліїв. Син Авла Корнелія Косса, великого понтифіка і консула 438 року до н. е. Про молоді роки Гнея Корнелія відсутні відомості.
У 414 році до н. е. разом з Квінтом Фабієм Вібуланом Амбустом, Луцієм Валерієм Потітом, Публієм (Марком) Постумієм Альбіном Регіллена його було обрано військовим трибуном з консульською владою. Того ж року відбулася війна з еквами, яку з успіхом вів Постумій, але зрештою своєю пихою спровокував повстання легіонерів та своє вбивство. Спроба Гнея Корнелія разом з колегами розслідувати справи наразилася на протистояння народних трибунів. Внаслідок цієї кризи влада консулярських трибунів була скасована, а сенат призначив інтеррекса для проведення виборів консулів.
У 409 році до н. е. Гнея Корнелія було обрано консулом разом з Луцієм Фурієм Медулліном. Початок каденції ознаменував протистоянням з плебсом, який очолили народні трибуни з роду Іциліїв. Внаслідок цього вперше було обрано квесторів з числа плебеїв. Загроза війни з боку еквів та вольсків примусила консулів і сенат також погодитися обрати плебеїв військовими трибунами з консульськими повноваженнями на наступний рік. Слідом за цим Косс з колегою рушив проти ворогів. Втім, вони лише змогли відвоювати місто Верругіни. 
Подальша доля Гнея Корнелія невідома.